# هالوول (کانزاس)
هالوول (به انگلیسی: Hallowell) یک منطقهٔ مسکونی در ایالات متحده آمریکا است که در شهرستان چروکی، کانزاس واقع شده‌است. هالوول ۲۵۶ متر بالاتر از سطح دریا واقع شده‌است.